# Израильско-руандийские отношения
Израильско-руандийские отношения — двусторонние международные дипломатические, экономические культурные и другие отношения между Руандой и Израилем.
У Руанды есть посольство в Израиле. Офис руандийского посла Джозефа Рутабаны (Joseph Rutabana) находится в городе Герцлия-Питуах. Израиль представлен в Руанде нерезидентным послом (в настоящее время должность занимает Белайнеш Зевадия), которая работает в Аддис-Абебе, Эфиопия.

## История
Отношения между двумя странами были установлены вскоре после того, как африканское государство обрело независимость в июле 1962 года.
По инициативе правительства Руанды отношения были разорваны 8 октября 1973 года. Поводом стало давление арабских стран на Руанду из-за участия Израиля в Войне Судного дня.
Отношения между Руандой и Израилем были восстановлены вскоре после окончания гражданской войны между хуту и тутси в октябре 1994 года и формирования нового правительства. Руанда отправила посла в Израиль, но из-за финансовых трудностей посольство пришлось закрыть 6 лет спустя. Посольство открылось снова летом 2015 года. Всего у Руанды 35 посольств по всему миру (из них 21 за пределами Африки).
В мае 2008 года руандийский президент Поль Кагаме посетил Израиль и принял участие в праздновании 60-летия со дня независимости государства.
В 2013 году президент Кагаме снова посетил Израиль по приглашению Шимона Переса для участия в Президентской конференции.
В апреле 2014 года нерезидентный посол Израиля в Руанде Белайнеш Зевадия прибыла в Кигали для того, чтобы принять участие в церемонии, посвящённой 20-летию окончания гражданской войны и геноцида в Руанде.
В июне 2014 года с двухдневным визитом Руанду посетила израильская делегация из 60 человек, возглавляемая министром иностранных дел Авигдором Либерманом. Со своим руандийским коллегой Louise Mushikiwabo он подписал двустороннее соглашение о сотрудничестве, что позволяет основать форум для консультаций между двумя странами и привлечь израильские инвестиции в страну. Кроме того, были подписаны декларация о намерениях, согласно которой связи между двумя государствами укрепляются, и меморандум о взаимопонимании, о консультациях между руководством двух стран. Также обсуждались возможности обширных инвестиций израильских компаний в руандийскую экономику.
В июле 2016 года глава израильского правительства Биньямин Нетаньягу посетил Руанду с краткосрочным государственным визитом. Премьер особенно отметил желание развивать туризм в этой стране среди израильтян. Нетаньягу стал первым израильским премьером, посетившим африканский континент за последние 30 лет.
В августе 2016 года в Кнессете была создана израильско-руандийская парламентская дружественная группа под руководством члена Кнессета эфиопского происхождения Аврахама Негисе (Avraham Neguise) (Ликуд). Негисе также является председателем так называемого «Lobby for Relations», парламентского комитета, целью которого является укрепление связей с африканскими странами.
В 2017 году руандийский президент Поль Кагаме выступал на политической конференции American Israel Public Affairs Committee (AIPAC) в Вашингтоне, столице США. Он стал первым африканским главой государства, который заявил о «праве Израиля на существование и процветание» и что «Руанда несомненно является другом Израиля».
В июле 2017 года состоялся очередной визит президента Кагаме в Израиль. Он встретился со своим коллегой Ривлиным и председателем правительства Нетаньяху. Последний назвал руандийского лидера «большим другом Израиля» и поблагодарил его за поддержку, оказываемую африканским государством Израилю в различных международных организациях.
28 ноября 2017 года Нетаньяху посетил Кению для участия в церемонии инаугурации переизбранного президента Ухуру Кениаты. В Кении Нетаньяху встретился с руандийский президентом Полем Кагаме и объявил об открытии в скором времени посольства Израиля в Руанде.
В начале декабря 2017 года с трёхдневным визитом по приглашению спикера Кнессета Юлия Эдельштейна в Израиль прибыла парламентская группа для участия с межпарламентском саммите. Африканские политики встретятся с премьер-министром Нетаньяху и президентом Ривлиным, кроме того они посетят израильские компании, работающие в сфере информационной безопасности и сельского хозяйства.
19 марта 2018 года глава израильского оборонного ведомства Авигдор Либерман посетил Руанду. Это первый в истории визит министра обороны Израиля в эту африканскую страну. В ходе визита Либерман встретился с президентом Полем Кагаме, главой МИД Луиз Мушикивабо и своим коллегой Джеймсом Кабаребе.
В октябре 2018 года израильский МИД принял решение открыть посольство в Кигали за счёт средств, освободившихся после закрытия израильского посольства в Парагвае. Несмотря на то, что решение об открытии посольства было принято еще в 2016 году, осуществление этого шага затягивалось по финансовым причинам.
В ноябре 2018 года стало известно об открытии прямого авиасообщения между странами. Маршрут «Тель-Авив-Кигали» будет обслуживать руандийская авиакомпания «RuandaAir». Первоначально маршрут будет пролегать над Красным морем, Эритреей, Эфиопией и Угандой, однако ведутся переговоры для открытия воздушного пространства Судана для этих рейсов, что позволит сократить время в пути. В январе 2019 года было подписано соглашение об открытии прямого авиасообщения между Тель-Авивом и Кигали. Таким образом, столица Руанды стала третьим городом в Африке (после Аддис-Абебы и Йоханнесбурга), в который из Израиля осуществляются прямые регулярные рейсы.
22 февраля 2019 года Израиль впервые открыл своё посольство в Руанде. Рони Адам стал первым послом еврейского государства в этой африканской стране. До сих пор за отношения с Руандой отвечало посольство Израиля в Аддис-Абебе, хотя руандийское посольство работает в Тель-Авиве. 1 апреля 2019 года в Кигали состоялась торжественная церемония открытия, на которой присутствовал гендиректор израильского МИда Юваль Ротем.

## Голосования в ООН
Руанда как правило воздерживается от голосования в ООН по резолюциям, касающимся Израиля. Так, в 2011 году на голосовании в ЮНЕСКО о предоставлении Палестине статуса государства или в 2012 году на Генассамблее ООН при голосовании о предоставлении Палестине статуса государства-наблюдателя нечлена ООН.
В 2014 году Руанда была одним из непостоянных членов Совбеза ООН. На одном из голосований Руанда вместе с Нигерией воздержались от голосования, таким образом лишив палестинцев девяти необходимых им голосов для принятия резолюции, по которой Израиль обязан был бы вернуться к границам 1967 года до конца 2017 года. Также благодаря тому, что представитель Руанды воздержался от голосования, не была принята резолюция о создании палестинского государства со столицей в Восточном Иерусалиме. Посол Руанды в Израиле рассказал, что решение об этом голосовании принималось на самом высоком уровне. Через день после голосования израильский премьер-министр Нетаньягу поблагодарил руандийского президента Поля Кагаме и назвал его «своим другом». Объясняя причины голосования в ООН, посол Руанды в Израиле Рутабана заявил, что «Израиль — наш друг» и «мы были убеждены в правильности» позиции еврейского государства.
В сентябре 2015 года Руанда стала одной из 4 африканских стран на голосовании в МАГАТЭ по вопросу международного мониторинга ядерного оружия Израиля, которая голосовала в пользу еврейского государства. Другие страны, голосовавшие так же, были Бурунди, Кения и Того. Ещё 15 стран, включая Эфиопию, которую Нетаньягу посещал ранее, воздержались.

## Сотрудничество
Страны сотрудничают в сельскохозяйственной сфере, ирригации (60 % территории Руанды — фермерские угодья) и высоких технологиях. Кроме того, ведется сотрудничество в военной сфере, разминировании территорий, охране границ.
Израильские бизнесмены инвестируют в Руанду, особенно в сферы СМИ, интернет и инфраструктуру. Израильские компании продают оборудование для парамедиков, обучающие компьютерные программы и, лучше всего, солнечные батареи. Израильская компания «Gigawatt Global» строит поле для производства солнечной энергии около Кигали, которое должно поставлять 8 % от необходимого стране электричества.

### Депортация африканских нелегалов
Наряду с Угандой, Руанда является одной из стран, с которой Израиль подписал соглашение о депортации нелегальных африканских эмигрантов, проникающих на его территорию. Речь идёт главным образом о нелегалах из Эритреи и Судана. Правозащитные организации резко критикуют подписанное межправительственное соглашение.

## Культурные связи
Tali Nates является гражданкой Израиля, постоянно проживающей в Йоханнесбурге. Она является директором совместного израильско-руандийского фонда «Holocaust and Genocide Foundation», целью которого являются образовательные программы по увековечению памяти трагедий двух наций. В рамках образовательных 4-месячных программ фонда обучаются около 120 волонтёров, которые читают лекции в различных школах по всему континенту и рассказывают историю геноцида. (см. ссылку в разделе «Ссылки»)
В иерусалимском музее Яд ва-Шем ежегодно проводятся семинары с участием переживших геноцид руандийцев.